# Víctor Escorial
Víctor Manuel Escorial Merino (Madrid, 1949) è un ex cestista spagnolo.

## Carriera
Con la Spagna ha disputato i Campionati europei del 1969.

## Palmarès
- Copa del Rey: 1

Joventut Badalona: 1976